# Анкраофобија
Анкраофобија, такође позната као анемофобија, је екстремни страх од ветра или олуја. Прилично је неуобичајена и може се лечити. Има много различитих ефеката на људски мозак. Може изазвати нападе панике код оних који имају страх и може натерати људе да пропусте редовне свакодневне активности као што је излазак напоље.

## Порекло
Ова врста фобије се може наследити или стећи касније у животу. Најчешће је резултат психолошке трауме узроковане негативним искуством са ветром у прошлости погођене особе. Искуство се може запамтити, или може бити „утиснуто“ у подсвест трауматизоване особе.
Људи који имају ову фобију имају тенденцију да се уплаше променама времена, као што су олује. Они имају утисак да ветар има потенцијал да убије и уништи. Поред тога, избегавају ствари које их подсећају на ветар, попут океанских таласа. Анкраофобија је такође повезана са терминима као што су аероакрофобија, што је страх од отворених високих места, и анемофобија која је страх од олуја.

## Знаци и симптоми
Ниво страха као и други симптоми ће варирати међу појединцима. Постоје четири општа типа симптома: психолошки, физички, ментални и емоционални.

### Психолошки
Психолошки симптоми укључују екстремну анксиозност када сте изложени ветру, осећај да ветар може да нашкоди или повреди појединца и принуду да се избегне сусрет са ветром. Страх од ветра је узрокован тиме што ум прецењује опасност коју изазива ветар, верујући да ветар представља стварну претњу, а у стварности то можда није тако.

### Физички
Физички симптоми укључују сува уста, дрхтавицу, стезање у грудима, убрзано дисање, знојење дланова, мучнину, неправилан рад срца и сталну потребу да се избегне ветар.

### Ментални
Опсесивне мисли
Потешкоће у размишљању о било чему другом осим о страху од ветра.
Осећај нестварности или одвојености од себе.
Страх од губитка контроле.
Страх од несвестице.

### Емоционални
Антиципаторна анксиозност: упорна брига о предстојећим догађајима који укључују кретање ваздуха.
Упоран и неодољив страх од истог.
Жеља за бекством: интензивна потреба да се напусти ситуација

## Узроци
Анкраофобија је ретко присутна од рођења. Страх од ветра најчешће настаје као последица негативног искуства у прошлости особе. Ово искуство може или не мора у свесном сећању особе, али је утиснуто у подсвест. Анкраофобична особа је најчешће искусила ситуацију у којој је ветар јако дувао и уплашила су се да би је ветар могао уништити или убити. Ово искуство се повезује са ветром и познато је као „генерализован условљени одговор“. Ова фобија произилази из комбинације спољашњих догађаја и унутрашње предиспозиције. Спољни догађаји су ствари као што су трауматски догађаји, а унутрашње предиспозиције су наследност, или преношење из нечије крвне линије. Фобија се често може пратити уназад до негативних догађаја који су се десили; најчешћи догађај је искуство трауматског искуства у раном узрасту.

## Третман
Научници су развили лекове који се могу узимати за смањење страха пацијената. Овај лек је познат као лек против анксиозности. Међутим, лекови могу имати нежељене ефекте или симптоме устезања који могу бити озбиљни. Најпопуларнији облик лечења је посета когнитивно бихејвиоралног терапеута, психолога, психијатра, хипнотерапеута или хипнотизера. Ове терапије се такође користе да помогну пацијентима да забораве чега се плаше. Неке основне терапијске сесије укључују да пацијент стане испред вентилатора или да се пацијент суочи са својим страховима у безбедном окружењу. Уз употребу хипнотерапије, може се доћи до подсвесног ума особе, потенцијално елиминишући те страхове.